# Karoline Dyhre Breivang
Karoline Dyhre Breivang, née le 10 mai 1980 à Oslo, est une handballeuse internationale norvégienne évoluant au poste d'arrière gauche.

## Biographie
Avec l'équipe de Norvège, elle a remporté les trois titres majeurs : elle est double championne olympique (2008 et 2012), championne du monde (2011) et quintuple championne d'Europe (2004, 2006, 2008,2010 et 2014).
Au club de Larvik HK depuis 2005, elle a remporté neuf championnats de Norvège, six Coupes de Norvège et deux titres européens, la Coupe d'Europe des vainqueurs de coupe en 2008 et Ligue des champions en 2011.
Le 30 novembre 2014, quatorze ans jours pour jours après sa première sélection, elle dispute son 297e match en équipe nationale de Norvège devenant ainsi la plus capée en termes de sélections devant Susann Goksør Bjerkrheim. Pour l'occasion, lors du match amical de Golden League Norvège - Serbie, elle arbore un maillot avec le numéro 297. Après championnat d'Europe 2014 et 305 sélections, elle décide de mettre un terme à sa carrière avec l'équipe de Norvège. Elle confie, « après 14 années fantastiques comme joueuse de handball pour la Norvège, j'ai décidé de mettre fin à ma carrière avec l'équipe nationale. Cela n'a pas été une décision facile, mais après une nouvelle médaille d'or à l'Euro, en tant que capitaine et avec le record de sélections, je pense que le moment est approprié. »

## Club
- 1985-1995 :  Stabæk (équipe de jeunes)
- 1995-1998 :  Hosle IL (équipe de jeunes)
- 1998-2005 :  NTG/Stabæk
- depuis 2005 :  Larvik HK

## Palmarès
compétitions internationales
- Vainqueur de la Ligue des champions (1) : 2011
- Vainqueur de la Coupe d'Europe des vainqueurs de coupe (1) : 2008

 compétitions internationales
- championne de Norvège en 2006, 2007, 2008, 2009, 2010, 2011, 2012, 2013, 2014, 2015, 2016 et 2017 (avec Larvik HK)
- vainqueur de la coupe de Norvège en 2006, 2007, 2009, 2010, 2012, 2013, 2014, 2015, 2016 et 2017

### Sélection nationale
- Jeux olympiques
  -  Médaille d'or aux Jeux olympiques de 2008 à Pékin,  Chine
  -  Médaille d'or aux Jeux olympiques de 2012 à Londres,  Royaume-Uni
- Championnat du monde
  -  vainqueur du Championnat du monde 2011,  Brésil
  -  finaliste du Championnat du monde 2007,  France[5]
  -  3e du Championnat du monde 2009,  Chine[6]
  - 9e place au Championnat du monde 2005,  Russie
- Championnat d'Europe
  -  vainqueur du Championnat d'Europe 2004,  Hongrie
  -  vainqueur du Championnat d'Europe 2006,  Suède
  -  vainqueur du Championnat d'Europe 2008,  Macédoine
  -  vainqueur du Championnat d'Europe 2010,  Danemark &  Norvège
  -  vainqueur du championnat d'Europe 2014,  Hongrie &  Croatie
  -  finaliste du Championnat d'Europe 2012,  Serbie[7]
  - 6e place au Championnat d'Europe 2000,  Roumanie
- Autres
  - Début en Équipe de Norvège le 30 novembre 2000 contre la Hongrie 
  - Dernier match avec la sélection nationale le 21 décembre 2014 en finale du championnat d'Europe 2014 contre l'Espagne

### Distinction personnelle
- Sportive norvégienne de l'année 2011 pour un sport collectif[8]
- Record de sélections avec l'équipe nationale